# James Lassiter
James Lassiter est un producteur américain, souvent associé à Will Smith.

## Filmographie
- 2001 : Ali de Michael Mann
- 2002 : Showtime de Tom Dey
- 2004 : I, Robot d'Alex Proyas
- 2004 : Saving Face d'Alice Wu
- 2005 : Hitch, expert en séduction (Hitch) d'Andy Tennant
- 2006 : ATL de Chris Robinson
- 2006 : À la recherche du bonheur (The Pursuit of Happyness) de Gabriele Muccino
- 2007 : Je suis une légende (I Am Legend) de Francis Lawrence
- 2008 : Hancock de Peter Berg
- 2008 : Le Secret de Lily Owens (The Secret Life of Bees) de Gina Prince-Bythewood
- 2008 : The Human Contract de Jada Pinkett Smith
- 2008 : Harcelés (Lakeview Terrace) de Neil LaBute
- 2008 : Sept vies (Seven Pounds) de Gabriele Muccino
- 2010 : Karaté Kid (The Karate Kid) de Harald Zwart
- 2012 : Target de McG
- 2014 : Annie de Will Gluck
- 2018 : À tous les garçons que j'ai aimés (To All the Boys I've Loved Before) de Susan Johnson
- 2021 : The Harder They Fall de Jeymes Samuel
- 2022 : Bel-Air (série TV)
- 2024 : The Book of Clarence de Jeymes Samuel
- 2024 : Bad Boys: Ride or Die d'Adil El Arbi et Bilall Fallah
- 2025 : Karate Kid: Legends de Jonathan Entwistle